# Dierama cooperi
Dierama cooperi är en irisväxtart som beskrevs av Nicholas Edward Brown. Dierama cooperi ingår i släktet Dierama och familjen irisväxter. Inga underarter finns listade i Catalogue of Life.